# Mountainboard

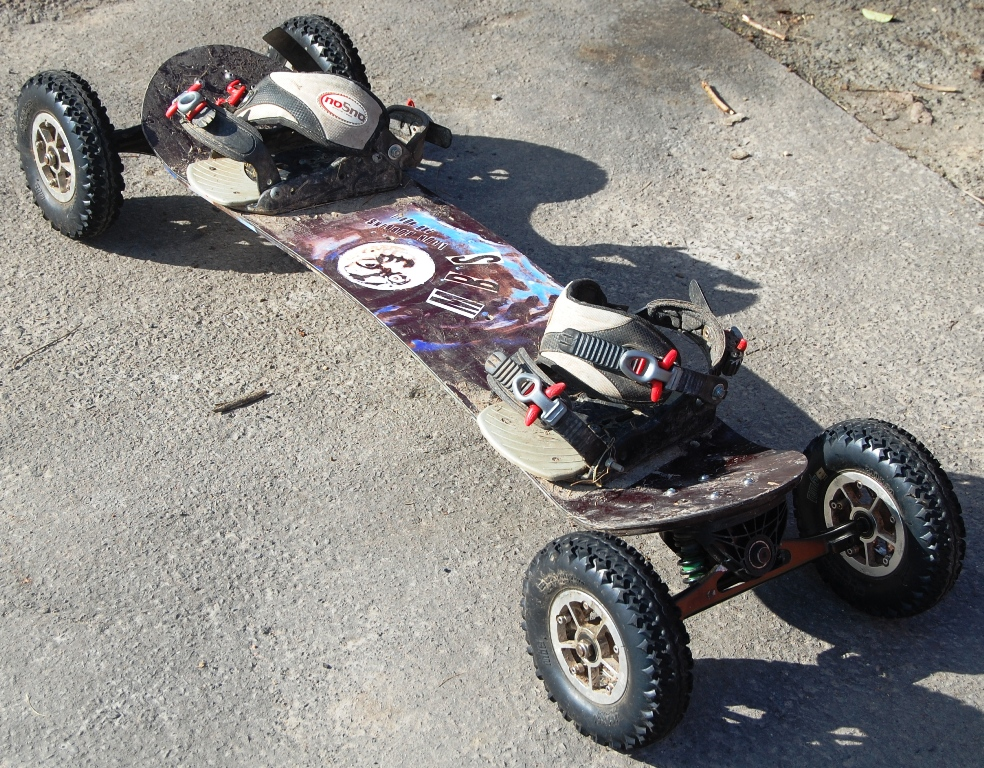

Il mountainboard è uno sport da tavola derivante dallo snowboard che a sua volta deriva dal surf. Sia mountainboard che snowboard hanno molto in comune con lo skateboard.

## Storia
Le origini del mountainboard risalgono agli anni novanta, quando un gruppo di giovani californiani, appassionati di snowboard e surf da onda, frustrati dal dover attendere la stagione invernale per divertirsi, costruì una nuova tavola per affrontare, come con uno snowboard, pendii, praticare sentieri, prati, strade asfaltate ed ogni sorta di terreno. I primi mountainboard sono nati nei garage di questi ragazzi, l'evoluzione di questo sport ha permesso, la nascita di aziende specializzate e di conseguenza, un grande miglioramento tecnologico della tavola. Parallelamente, in Inghilterra, la stessa idea venne questa volta ad alcuni appassionati di skateboard, decisi a sfruttare le caratteristiche colline inglesi, dolci e dalla superficie erbosa regolare.

### In Italia
In Italia è MIA (Mountainboard Italia Association) ad occuparsi della promozione di questo sport, dell'organizzazione, dal 2007, del campionato Italiano e della formazione, in collaborazione con la FIHP, dei maestri ufficiali CONI. In tutti Paesi si tengono eventi, competizioni e dimostrazioni con un seguito tale, che gli indici di crescita dello sport non hanno precedenti rispetto a nessuna disciplina estrema. Il mountainboard si fa conoscere in Italia a partire dal 2000, con i primi riders solitari, concentrati soprattutto nella zona di Brescia, che cercando nuove sensazioni e nuove emozioni, scoprono questa tavola. In questo periodo, il punto di riferimento per la scena italiana è www.boardoffroad.it, primo sito completamente dedicato al mountainboard, pilastro dell'introduzione dello sport in Italia, curato da Daniele Avanzi. Nei successivi anni, grazie anche alla preziosa collaborazione con il più grande portale di board sport italiano: www.freestyler.it, questi riders hanno cominciato a darsi appuntamento per andare insieme alla ricerca di nuovi pendii e di larghi prati da surfare.
Il movimento Italiano, dopo un paio di anni in cui ha organizzato molteplici raduni in Lombardia, Piemonte, Emilia-Romagna a cui hanno partecipato riders provenienti da tutto il paese, si è concretizzato nel 2006 con la creazione di un'associazione nazionale dall'iniziativa di 10 riders: Daniele Avanzi, Piergiacomo “Willy” Cancarini, Roberto “Robrosso” Facchinetti, Luigi “Gigi” Galliani, Davide ”doc.g” Giglia, Karin Kerkenbusch, Riccardo “Ricky” Tucci, Gabriele “DrGAb” Zanetti, Marcello "Marci" Maggioni, Guido "Cuba" Morpurgo, tutti provenienti da esperienze sportive diverse (snowboard, longskate, roller, mountainbike downhill e freeride, bmx, skateboard, gravity). Senza scopo di lucro, è nata come punto di riferimento nazionale per tutti i riders che vogliono praticare e diffondere questo sport nella propria regione/provincia, contando su riders esperti e facendo tesoro dell'esperienza maturata in questi anni.
Mountainboard Italia Association è l'associazione di riferimento istituzionale del mountainboard, alla quale fanno capo diverse associazioni locali. Con l'appoggio della FIHP (Federazione Italiana Hockey e Pattinaggio), dal 2009 sono stati formati i primi maestri ufficiali di mountainboard CONI.
La Coppa MIA è il trofeo a squadre indetto da Mountainboard Italia Association per premiare il team che nelle diverse competizioni regionali organizzate durante la stagione dalle Associazioni Locali affiliate otterrà i migliori piazzamenti. Ciascuna competizione assegnerà, per ogni categoria (maschile, femminile e juniores under16), 100 punti al primo classificato, 70 al secondo, 50 al terzo, 30 al quarto e 20 al quinto. La somma totale dei punti di ciascun team contribuirà a stilare la classifica finale.

## Caratteristiche
Il mountainboard (detto anche ATB = All Terrain Board acronimo inglese) è una tavola con attaccati 2 truck e 4 ruote. È una tavola ibrida tra uno snowboard e uno skateboard. Ci sono varie differenze con lo skateboard: la più evidente sono le dimensioni della tavola, mediamente un mountainboard è lungo circa 100–120 cm (dipende dai modelli) ed è spesso circa un centimetro (dipende dai materiali); le ruote sono molto più grandi di quelle dello skate (mediamente 8-9 pollici, fino a 12-13 pollici) e contengono una camera d'aria, di conseguenza anche i trucks sono sovradimensionati e ne esistono diversi tipi. Su tutti i mountainboard sono montati attacchi, che possono essere costituiti da semplici "alette" in materiale plastico, da straps con velcro o cricche oppure dei veri e propri bindings da snowboard. Esiste la possibilità di montare dei freni, dei quali esistono diverse tipologie (a disco, v-brakes come nelle biciclette).

## Discipline

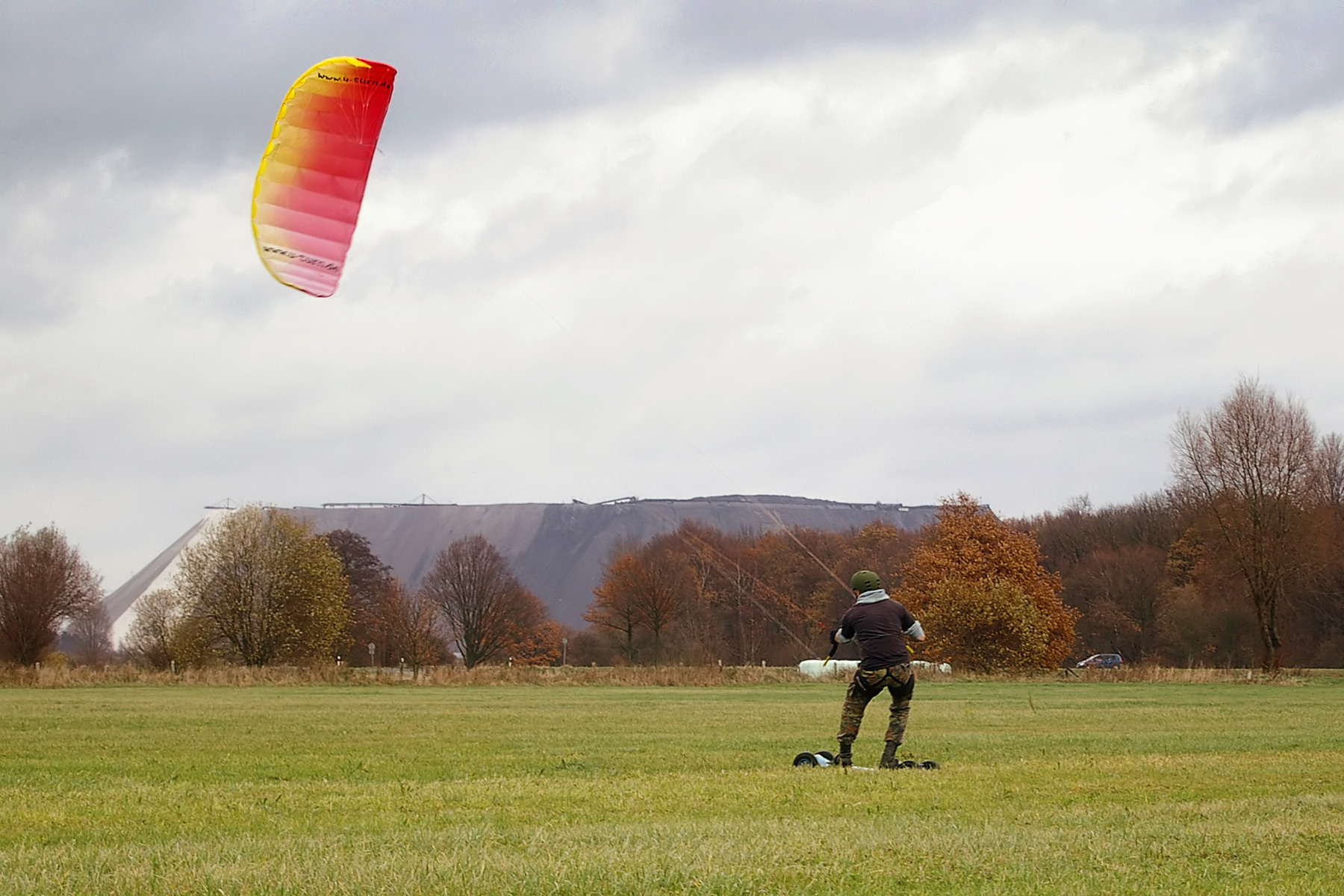

Esistono diverse discipline, alcune derivate dallo snowboard, altre dallo skateboard.

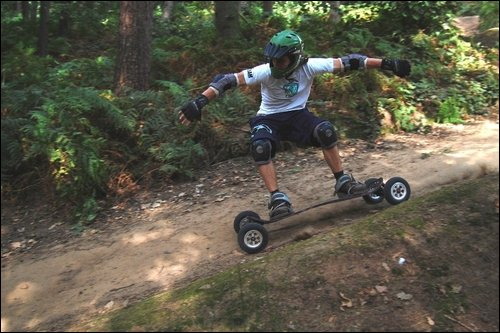

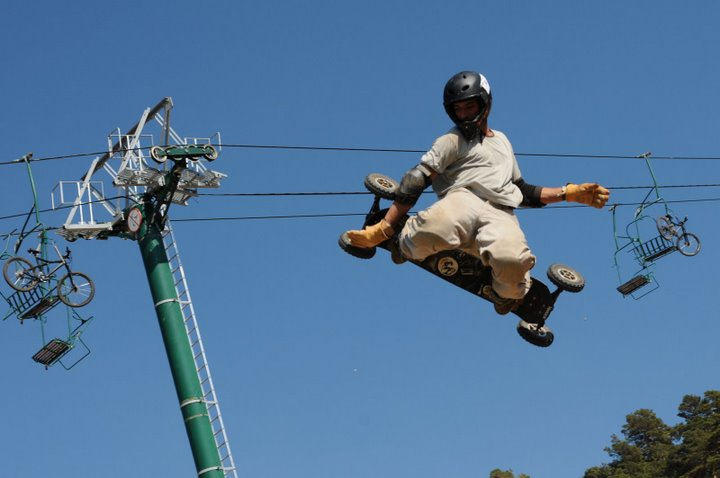

- Discesa (Downhill - Freeride): È la disciplina per la quale è nato il mountainboard. Si possono affrontare prati, carvandoli come se fossero piste da sci, strade asfaltate, sentieri e percorsi da mountainbike (single track).
- Freestyle: Si tratta della specialità del mountainboard che più si è sviluppata negli anni. Esistono video con acrobazie ed i top riders chiudono tricks come nello snowboard (back e front flips, rotazioni fino a 1260°, fino ad arrivare al double backflip).
- Boardercross - 4Cross: Specialita derivata dallo snowboard e dalla mountainbike, consiste nella discesa contemporanea, su appositi tracciati, di 4 atleti. Si tratta più che altro di una disciplina adatta per le gare.
- Landkite: fonde l'utilizzo del mountainboard e quello del kite, con il vento come forza motrice per spostarsi in piano o addirittura in salita ed effettuare acrobazie in aria. La tavola da landkite è strutturato in maniera diversa. Anche le tavole da downhill e da freestyle anche se in piccola parte si differenziano.

## Albo d'oro del Campionato Italiano

### Maschile
- 2007 - Piergiacomo Cancarini [Campionato a tappe]
- 2008 - Marco Facchini [Campionato a tappe]
- 2009 - Davide Zanelli [Gara unica, Bardonecchia, 28 giugno]
- 2010 - Marco Facchini [Gara unica, Bardonecchia, 4 luglio]
- 2011 - Davide Zanelli (Categoria: Senza freno) - Luca Castagna (Categoria: freno) [Gara Unica, Bardonecchia, 24 luglio]
- 2012 - Giulio Bernardelli [Gara unica cross freeride]
- 2012 - Luca Castagna [campionato a tappe free style e down hill]
- 2013 - Giulio Bernardelli [campionato a tappe free style]
- 2014 - Ernesto Della Torre [campionato a tappe free style]

### Femminile
- 2007 - Karin Kerkenbusch [Campionato a tappe]
- 2008 - Karin Kerkenbusch [Campionato a tappe]
- 2009 - Giusy Plebani (anche campionessa Europea e del Mondo) [Gara unica, Bardonecchia, 28 giugno]
- 2010 - Sara Gallini [Gara unica, Bardonecchia, 4 luglio]
- 2011 - Martina Lippolis [Gara unica, Bardonecchia, 24 luglio]
- 2012 - Martina Lippolis [Campionessa Italiana freestyle, downhill, cross-free ride]
- 2013 - Martina Lippolis [Campionato a tappe Freestyle, down hill] - 1ª classificata World boadrercross championship 2014 [Novi sad -Serbia]
- 2014 - Martina Lippolis [Campionato a tappe Freestyle, down hill] - 1ª classificata World boadrercross championship 2014 [Novi sad -Serbia]

### Juniores
- 2010 - Sara Gallini [Gara unica, Bardonecchia, 4 luglio]
- 2011 - Ovidio Lucutar [Gara unica, Bardonecchia, 24 luglio]
- 2012 - Sasu Ciprian [Gara unica, Donico (BG,1º maggio)
- 2013 - Dino Tirloni [Campionato freestyle a tappe]